# Еретик, Даниил Романович
Дании́л Рома́нович Ерети́к (1916 — 10 октября 1941) — Герой Советского Союза, младший политрук.

## Биография
Даниил Еретик родился в семье крестьян.
После окончания неполной средней школы работал в колхозе, в 1937—1940 годах проходил службу в Красной Армии.
С началом Великой Отечественной войны вновь призван в Красную Армию, воевал на Юго-Западном фронте. Был секретарем комсомольской организации полка в чине младшего политрука.
В начале октября 1941 года участвовал в оборонительных боях за станцию Лозовая Харьковской области. 10 октября, сражаясь на переднем крае обороны у села Близнюки, огнём из пулемёта уничтожил около 20 врагов и поднял бойцов в контратаку. Получив осколочное ранение, продолжал сражаться до последнего патрона, последнюю гранату взорвал рядом с собой, убив при этом до 10 солдат противника.
Указом Президиума Верховного Совета СССР «О присвоении звания Героя Советского Союза начальствующему составу Красной Армии» от 5 ноября 1942 года за «образцовое выполнение боевых заданий командования на фронте борьбы с немецкими захватчиками и проявленные при этом отвагу и геройство» был удостоен посмертно звания Героя Советского Союза.

## Награды
- Медаль «Золотая Звезда» Героя Советского Союза.
- Орден Ленина.

## Память
- В родном селе Героя установлен его бюст, также его память увековечена в мемориальном комплексе райцентра Машевка и на здании вокзала города Лозовая.
- Имя Даниила Еретика носит одна из улиц города Лозовая.